# Craig Thomas (politicus)
Craig Lyle Thomas (Cody (Wyoming), 13 februari 1933 - Bethesda (Maryland), 4 juni 2007) was een Amerikaanse politicus en landbouwkundige. Als Republikein was hij namens de staat Wyoming lid van het Huis van Afgevaardigden en de Senaat.

## Achtergrond
Thomas was student aan de Universiteit van Wyoming in Laramie (Wyoming) waar hij afstudeerde in de landbouwkunde. In 1955 werd hij marinier en zwaaide in 1959 met de rang van kapitein af. Hij vond vervolgens emplooi in allerlei landbouwkundige beroepen. Zo was hij van 1965 tot 1974 vicevoorzitter van het Wyoming Farm Bureau, en een tijdlang in een leidinggevende functie werkzaam bij Wyoming Rural Electric.

## Politieke functies
In 1985 werd Thomas tot lid van het parlement van de staat Wyoming verkozen en verruilde deze zetel in april 1989 voor die in het Huis van Afgevaardigden, waarin hij namens Wyoming de opengevallen plaats van Dick Cheney innam die minister van defensie in de regering van president George H.W. Bush was geworden. In 1995 wisselde hij opnieuw van zetel toen hij eveneens namens Wyoming senator werd.

### Senatorschap
Tijdens zijn senatorschap zat hij de subcommissie voor de nationaal parken voor. Zijn inzet voor het behoud van deze parken leverde hem een prijs van de National Parks and Conservation Association op.

Ook was hij lid van de commissie financiën, waarin hij zich hard maakte voor een uitbreiding van de sociale wetgeving richting plattelandsgezinnen zodat die daar ook van zouden kunnen profiteren.

## Overlijden
In november 2006 werd bij Craig Thomas leukemie vastgesteld. Diverse behandelingen konden niet voorkomen dat hij een half jaar later op 74-jarige leeftijd daaraan overleed.